# Amata lucta
Amata lucta là một loài bướm đêm thuộc phân họ Arctiinae, họ Erebidae.